# Idris velox
Idris velox är en stekelart som beskrevs av Kononova 1995. Idris velox ingår i släktet Idris och familjen Scelionidae. Inga underarter finns listade i Catalogue of Life.